# یواس‌اس فورد (پی‌اچ‌ام-۳)
یواس‌اس فورد (پی‌اچ‌ام-۳) (به انگلیسی: USS Taurus (PHM-3)) یک کشتی بود که طول آن ۱۳۳ فوت (۴۱ متر) بود. این کشتی در سال ۱۹۸۱ ساخته شد.